# (6918) Manaslu
(6918) Manaslu – planetoida z pasa głównego asteroid okrążająca Słońce w ciągu 3 lat i 271 dni w średniej odległości 2,41 j.a. Została odkryta 20 marca 1993 roku. Przed nadaniem nazwy planetoida nosiła oznaczenie tymczasowe (6918) 1993 FV3.